# Tommaso Palamidessi
Tommaso Palamidessi (Pisa, 16 febbraio 1915 – Roma, 29 aprile 1983) è stato un astrologo ed esoterista italiano.
Formatosi come astrologo autodidatta e come studioso di discipline orientali, in una seconda fase della sua evoluzione approderà a una forma originale di esoterismo cristiano, l'Archeosofia, fondando nel 1968 a Roma l'"Associazione Archeosofica".

## Biografia

### Infanzia e adolescenza (1916-1931)

Tommaso Palamidessi all'età di 25 anni

Nato a Pisa nel 1915 dall'ufficiale superiore dell'esercito Carlo Palamidessi (1878-1946), e dalla scrittrice e poetessa siciliana Luigia Tagliata (1886-1971), Tommaso Palamidessi si trasferisce in Sicilia nel 1920, dove trascorre la sua infanzia e la sua adolescenza. Fin da bambino mostra una particolare propensione per il misticismo, che si manifesta con alcune esperienze avvenute a Pozzallo, nel grande monastero bianco dell'amata zia monaca, chiamata la “Za Zudda”.
Verso i 9 anni inizia a interessarsi alla botanica e in particolar modo alle piante medicinali, ma è attratto anche dall'astronomia e dall'astrologia. La sua vivace curiosità lo porta a ricerche e sperimentazioni pratiche come la costruzione dei suoi primi cannocchiali a tredici anni.
Nel 1928, durante la sua adolescenza, soggiorna per un periodo in Tunisia e in Libia a Tripoli, dove entra in contatto con delle confraternite sufi.

### Trasferimento a Torino (1932 - 1939)
Nel 1932, all'età di 17 anni, Palamidessi si trasferisce insieme alla famiglia a Torino, in via San Francesco da Paola. L'ambiente culturale di fermento che trova a Torino, gli consente di alimentare e sviluppare i suoi molteplici interessi nel campo dell'esoterismo e dell'occultismo. In questi anni coltiva l'astrologia, si interessa di alchimia spirituale e inizia i suoi studi di yoga. All'interesse per lo studio dell'astrologia, affianca un'attività di insegnamento, divulgazione e pratica che dal 1938 svolgerà per tutta la vita, ricevendo i clienti in casa e intrattenendo una fitta corrispondenza sia privatamente sia sulle rubriche specialistiche di alcune riviste dell'epoca.

### Prime pubblicazioni (1940 - 1953)
Nel 1940, ha come allievo di astrologia Federico Capone (1921 - 2001), futuro fondatore del C.I.D.A (Centro Italiano di Discipline Astrologiche), di cui Palamidessi, membro onorario, terrà nel 1975 la conferenza inaugurale dal titolo Astrologia e metodi di ascesi spirituale. A Torino Palamidessi comincia a pubblicare i suoi numerosi studi di astrologia e astrologia medica: Il corso degli astri e le malattie dell'uomo e La medicina e gli influssi siderali.
Nel 1940, in piena seconda guerra mondiale, un noto personaggio di cui lo stesso Palamidessi non specifica il nome nei suoi scritti, lo invita a Castelfranco Veneto (Treviso) per collaborare con un'équipe di medici su alcuni progetti che riunivano astrologia e medicina e, in quell'occasione, conosce il fitoterapista tedesco William Lademann, con il quale ha proficui scambi che gli permettono di portare avanti i suoi studi di fitoterapia e di astrologia applicata. Sempre negli stessi anni a Udine, Palamidessi incontra anche il dottor Giuseppe Calligaris (1876-1944) con il quale stringe una forte amicizia.
Ritornato a Torino, comincia l'attività di editore, fondando, nel 1941, le "Edizioni Palamidessi", in cui pubblica opere di astrologia.
In questo stesso periodo, inizia a praticare attivamente lo spiritismo, interessandosi di fenomeni di materializzazione e smaterializzazione e partecipa a varie sedute insieme all'attrice fiorentina Germana Paolieri. In una di queste sedute si verifica l'apporto di una rosa. La pratica della medianità, specialmente quella con "trance a incorporazione" si concluderà definitivamente nella seconda metà degli anni 1940.
Il 1943 è per Palamidessi, l'anno dell'egittologia, quando ha occasione di entrare in stretto contatto con il professor Ernesto Scamuzzi (1899-1974), direttore del Museo Egizio di Torino, dal quale riceve anche lezioni di scrittura geroglifica. Ormai divenuto noto sul panorama internazionale astrologico, verso la fine degli anni quaranta, è poi in contatto con il gruppo astrologico di Amburgo (la Scuola di Amburgo, fondata da Alfred Witte), nonché con astrologi francesi quali Alexandre Volguine.
Pubblica nel 1947 due articoli incentrati sull'alchimia spirituale nella rivista Atanòr, fondata tempo prima da Arturo Reghini (1878-1946). In questo stesso periodo aderisce alla massoneria, nell'obbedienza della Gran Loggia d'Italia (con la sua sede storica in Piazza del Gesù) e al martinismo ed è vicino a personaggi influenti di questo mondo e del martinismo, come Gino Testi e Umberto Gorel Porciatti, al quale dedicherà il quattordicesimo quaderno della collana Archeosofica La via dei simboli e la trasmutazione spirituale. Contemporaneamente entra a far parte del gruppo teosofico italiano.
Il 15 settembre 1947 sposa Rosa Francesca Bordino (1916-1999) e l'anno seguente nasce la figlia Silvestra Palamidessi (1948-1996).
Nel 1948 Palamidessi fonda la seconda casa editrice "Edizioni Grande Opera". In questo periodo pubblica vari volumi: I poteri occulti dell'uomo e lo yoga tantrico indo-tibetano, La tecnica sessuale dello yoga tantrico indo-tibetano, Lo Yoga per non morire, La potenza erotica di Kundalini Yoga.
Quello dello yoga è un filone di studi e sperimentazioni che occupa Palamidessi per tutta la fine degli anni 1940, permettendogli di diventare un pioniere dello yoga nel panorama Italiano. Tra la fine del 1948 e l'inizio del 1949 Palamidessi fonda una Scuola Yoga, la prima in Italia, che prevede anche corsi per corrispondenza con una partecipazione di circa 3 000 persone. Tra i suoi discepoli si annovera Carlo Patrian (1930-2008), per il quale scrive la prefazione del libro Ipnotismo e magnetismo indù.
Nel 1948 fonda la Scuola italiana di Iniziazione Hermetica e pubblica L'Alchimia come via allo Spirito nel quale si fondono teoria e pratica alchemica.

### Trasferimento a Roma: (1953 - 1968)
Palamidessi si trasferisce a Roma, in via Amendola, con la sua famiglia nel 1953, iniziando a collaborare con il Radiocorriere e con la rivista La Tribuna Illustrata, la cui collaborazione continuerà fino alla chiusura del giornale che avverrà nel 1969. Su questa rivista Palamidessi si occupa della rubrica di astrologia, Il corriere del destino, di una rubrica sull'interpretazione dei sogni e grafologica, Il segreto dei sogni, e un Dizionario tascabile di scienze occulte che riscontreranno molto successo tra il pubblico.

Nel 1952 Palamidessi intensifica gli studi sul Cristianesimo dei primi Padri della Chiesa in particolare di Panteno, Origene e Clemente d'Alessandria. Nello stesso periodo ritira dal mercato alcune sue precedenti pubblicazioni legate allo yoga, pur riconoscendone il valore delle tecniche, come afferma in una successiva pubblicazione degli anni '60:
non intendo fare una demolizione dei metodi di "risveglio" e rigenerazione animica derivati dall'Ermetismo, dall'Alchimia e dallo Yoga. Assolutamente no! Anche queste vie hanno del buono da utilizzare, purché non siano percorse in assoluto. Di esse si deve prendere ciò che serve ed è coerente con la via del Cristo, anche se già dall'inizio della missione del salvatore questi metodi erano il patrimonio comune di molti santi Padri e asceti della Chiesa nascente.
Nel 1957 Palamidessi si reca presso i monasteri di Monte Athos ed a Kalambaka, dove studia da vicino la teologia del monachesimo orientale greco-ortodosso e apprende direttamente le tecniche di meditazione degli esicasti, compresa la preghiera del cuore o Cardiognosi, e sui centri psichici o centri di forza.
Nel 1958 Palamidessi decide di spostarsi nella campagna romana, a Morlupo dove rimane fino ai primi anni '70. Nel 1960 a La Verna entra a far parte dell'Ordine francescano secolare diventando terziario francescano.
Questo è il periodo dei viaggi che rivestono carattere particolarmente importante per l'arricchimento spirituale e la ricerca di fonti e documenti che saranno rielaborati da Palamidessi nei periodi successivi. Fra questi figurano quelli in Francia(1961), Polonia, Stati Uniti d'America, Hawaii, Canada ed Unione delle Repubbliche Socialiste Sovietiche (1962-1963), Circolo polare artico e Tibet (1964), Palestina, Giordania, Israele, Libano, Siria, Etiopia ed Egitto (1966), Alessandria d'Egitto (1966).

### Gli anni cinquanta: divulgazione esoterica e svolta cristiana
Nel 1949 sospende le sue pubblicazioni di yoga per dedicarsi pienamente al lavoro di astrologo. Nel 1953, trasferitosi con la famiglia da Torino a Roma, collabora attivamente a varie testate giornalistiche. Tra tali collaborazioni, va ricordata quelle con la Tribuna illustrata, il più antico settimanale italiano, in cui cura una rubrica di esoterismo e di astrologia. Palamidessi proseguirà quest'attività fino al 1969, anno della scomparsa del giornale.
Nel 1957 visita i monasteri di Kalambaka, in Tessaglia, e di Monte Athos, dove studia la "preghiera del cuore" della tradizione ortodossa. Nel 1960, entra a fare parte dell'Ordine Francescano Secolare. La riscoperta della tradizione mistica occidentale è il sintomo di un mutamento profondo nell'orientamento esoterico di Palamidessi che, attraverso l'immersione nella letteratura patristica dei primi secoli abbandona le dottrine orientali e si dedica d'ora in poi a un programma di "ricostruzione" di una forma di esoterismo cristiano.

### Viaggi e ricerche
La vita di Tommaso Palamidessi è costellata da innumerevoli viaggi, generalmente accompagnato dalla moglie Rosa e dalla figlia Silvestra. Attraverso i suoi molteplici viaggi, Palamidessi raccoglie informazioni, prende contatti con gente del luogo, raccoglie manoscritti antichi, libri di esoterismo, di astrologia e sulla storia delle religioni. Da questi importanti viaggi, Palamidessi utilizza le conoscenze acquisite per alcuni dei suoi testi.
Nel 1962, visita gli Stati Uniti, il Canada, le Hawaii, la Bulgaria, la Polonia, la Jugoslavia e l'Unione Sovietica. In una nota biografica scritta dalla moglie, Rosa racconta del viaggio a Mosca dove Palamidessi «poté inginocchiarsi davanti alla tomba di Soloviev nel Monastero delle Vergini a Mosca, e camminare sul suolo calpestato da Pavel Florenskij, lungo il lago Baikal, in marcia nel doloroso viaggio verso la deportazione in Siberia».
Nel 1964, Palamidessi naviga nei mari del Nord spingendosi fino al Circolo Polare Artico e visitando lo Svalbard, la Groenlandia e la Norvegia. In questi viaggi perfeziona i suoi studi sull’Astrologia Iniziatica, grazie alle osservazioni astrogeofisiche sull’azione della Galassia nelle regioni del polo boreale.
Nel 1966 si reca in Giordania, Libano, Siria, Etiopia e Israele, dove accede a importanti manoscritti astrologici ed esoterici esseni del profeta Daniele.
Negli anni '70, Palamidessi visita gran parte del mondo: Giappone, Hong Kong e Thailandia (1972), Romania e Cecoslovacchia (1974), Germania, Austria, India e Nepal (1975), Perù, Ecuador, Paraguay, Brasile (1976), Cina (1977), Tibet (1978), Francia e India (1979),.
Durante la permanenza in Brasile, Tommaso Palamidessi visita un terreiro di Rio de Janeiro, dove ha l'occasione di osservare e assistere ai riti indigeni dell'Umbanda. Dalla Cina, apprende tecniche pratiche sull'agopuntura e sull'elettro-agopuntura, acquista apparecchiature di agopuntura a Pechino che confluiranno nello scritto Punti Standardizzati dei meridiani di agopuntura.
Dalla visita ai monasteri di Darjeeling e Gangtok, in Tibet, Palamidessi entra in contatto con astrologi locali ed entra in possesso di “mulini di preghiera” e “mandala astrologici” con annessi rituali.
Dall'India apprende la teoria e la pratica dell'astrologia siderale, perfeziona alcune tecniche di yoga, frequentando alcune scuole locali, non tralasciando la visita ad alcune chiese cristiane, tra cui quella di San Tommaso a Madras.

### La fondazione dell'Associazione Archeosofica (1968)
Il 29 settembre 1968, Tommaso Palamidessi fonda a Roma l'Associazione Archeosofica. L’Archeosofia, che etimologicamente significa "Scienza dei Principi" , viene descritta dall’autore come una sintesi che concentra e assume in sé il meglio delle tradizioni spirituali occidentali e orientali ed allo stesso tempo come una "filosofia a posteriori".
Dalla fondazione nel 1968 al 1983, anno della morte, Palamidessi redige i Quaderni della collana Archeosofica, 51 fascicoli monografici che costituiscono l'ossatura dottrinale dell'Archeosofia.
Dopo la sede di Roma, con la diffusione della dottrina archeosofica, vengono aperte le sedi di Pisa e Firenze. L'opera di diffusione della dottrina Archeosofica avviene in questi anni, oltre che con la pubblicazione dei Quaderni, anche attraverso Conferenze pubbliche presso le sedi di Archeosofia (tra le quali quella di Pisa il 7 novembre 1971 dal titolo L'Ascesi artistica; quella di Firenze, novembre 1979 in occasione dell'apertura della sede di Firenze) ed all'esterno delle sedi davanti ad un pubblico di ecclesiastici (La funzione di Archeosofica nel mondo, Prato, 25 aprile 1971), ad un uditorio massonico (conferenza del 1976 a Perugia), in un contesto di intellettuali (Archeosofia e Cristianesimo, Udine 1972) e presso il C.O.R. (Centro di Orientamento Religioso) su invito di Aldo Capitini.
Nel 1975 Palamidessi pubblica Tecniche di Risveglio Iniziatico, l'unica opera, oltre ai Quaderni, pubblicata in vita, in cui affronta la meditazione per il risveglio dei centri psichici di forza, o chakras, con il fine di una personale ascesi mistico-iniziatica in chiave cristica. Nello stesso anno Palamidessi compone un'opera musicale intitolata Melodia in Re.
Il 29 aprile 1983, Palamidessi prende commiato da questa vita terrena. La sua opera viene portata avanti dall'Associazione Archeosofica.

## L'ascesi archeosofica
Il programma di ascesi esoterica archeosofica vuole essere organico, e fa appello a tutte le risorse spirituali dell'uomo.
Esso include tecniche di sdoppiamento (che devono consentire allo sperimentatore un'esperienza diretta, personale dei mondi ultrafisici), metodi di meditazione sui tre principi animici indicati sopra (tra cui il principale è la meditazione sul cuore tipica dell'esicasmo, definita da Palamidessi «cardiognosi» o «conoscenza intima del cuore»), e altri esercizi che intendono facilitare la memoria delle vite precedenti.
Palamidessi ritiene di avere appreso, per mezzo di tali tecniche, di essere stato il teologo cristiano Origene (185-254), le cui posizioni dottrinali, talora audaci e impregnate di un certo esoterismo, furono spesso avversate dalle gerarchie ecclesiastiche; nonché il medico, matematico e astrologo del Cinquecento Girolamo Cardano (1501-1576), anch'egli impegnato nel coniugare scienze occulte e cristianesimo: Cardano redasse, per esempio, un oroscopo di Cristo.
In Tecniche di risveglio iniziatico (1975) Tommaso Palamidessi mette a punto una metodologia ascetica basata sulla conoscenza dell'uomo occulto, e in particolare del sistema dei chakra.
Avveniristico per quell'epoca, se si pensa ai tanti trattati sui chakra che fiorirono più tardi nella letteratura New Age, il libro in questione presenta un programma di ascesi completo, dove tecniche di meditazione sui centri sottili e sui nomi divini da un lato, vita interiore rivolta alla trascendenza dall'altro, e infine un uso accorto delle influenze astrali volto a determinare i momenti più opportuni per le pratiche ascetiche, convergono nel fine unico di assicurare la rigenerazione spirituale dell'uomo.

### La tecnica dell'icona e l'ascesi artistica

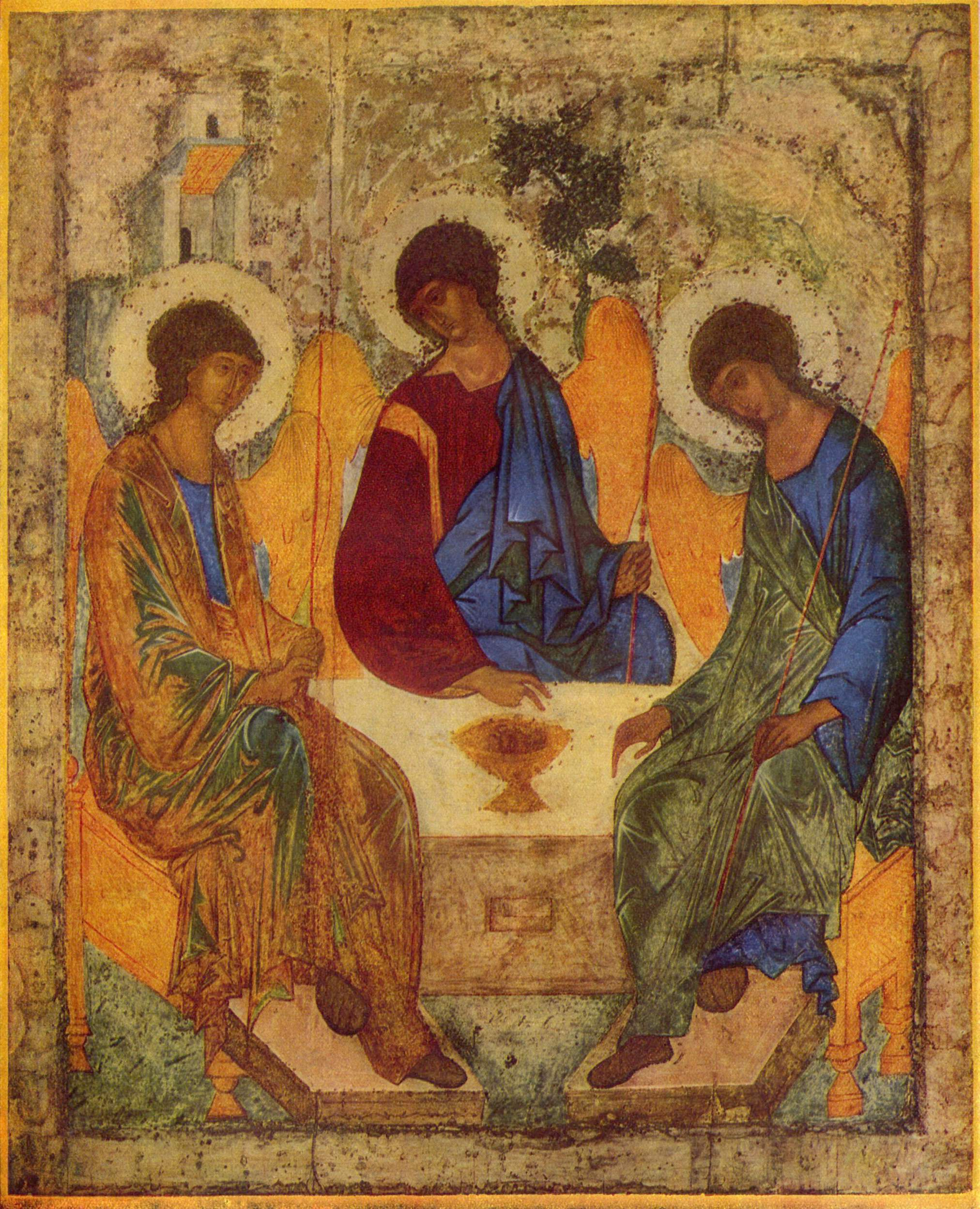
Icona della Trinità, di Andrej Rublëv (1411 ca.)

Una speciale forma d'ascesi è quella che si effettua attraverso l'arte.
Attento alla tradizione mistica, teologica e artistica della Chiesa ortodossa, Palamidessi riporta alla luce la tecnica dell'icona sacra, dopo averne analizzato i presupposti da un punto di vista esoterico. Questa analisi rielabora gli studi dell'ortodossia moderna sull'icona (Leonida Ouspensky, Paul Edvokimov), nonché certe riflessioni tipiche dell'esoterismo contemporaneo (René Guénon, Ananda Coomaraswamy, Louis Charbonneau-Lassay, Titus Burckhardt) circa il ruolo dell'arte e del simbolo nella prassi ascetica, ma se ne distacca per il suo aspetto eminentemente pragmatico e tecnico.
Il testo che Palamidessi dedica a questo tema, L'icona, i colori e l'ascesi artistica (pubblicato postumo nel 1986), si presenta infatti come un vero e proprio manuale che intende avviare l'allievo alla preparazione personale dell'icona sacra e alla meditazione su di essa.
L'artista, seguendo la legge del simbolismo cromatico, nonché la geometria tradizionale dell'arte sacra, fa dell'icona un "castello di meditazione", un maṇḍala cristiano, un'immagine che rende sensibili agli archetipi divini e che diviene pertanto santificante.
Il processo di meditazione che l'allievo svolge durante la preparazione dell'icona, e quello, analogo, compiuto sull'icona realizzata e consacrata secondo i riti liturgici appropriati, hanno per funzione di trasmutare la coscienza, di spiritualizzarla, integrando utilmente gli altri strumenti dell'ascesi.

### Opere Postume
Sebbene l'opera di Palamidessi pubblicata in vita sia voluminosa, alla sua morte lascia ancora molti scritti inediti e alcuni incompiuti. Nei primi anni immediatamente seguenti al decesso, la moglie Rosa e la figlia Silvestra si occupano di pubblicare alcuni lavori inediti. Nel 1983 viene fondata la casa editrice Archeosofica (che nel 1993 diventerà la casa editrice Arkeios poi assorbita dalle Edizioni Mediterranee) con la quale vengono dati alle stampe diversi nuovi volumi e revisioni di vecchie opere.
In particolare è da notare la collezione in 5 volumi, intitolata Archeosofia, pubblicata tra il 1985 e il 1989, dove vengono raccolti i Quaderni di Palamidessi. A questa raccolta si aggiunge Il libro Cristiano dei morti (1985), il libro L'Icona i colori e l'ascesi artistica (1986) e Le basi della teologia sofianica (1986).
Tra il 1987 e il 1991 vengono aggiunte quattro edizioni del Ricettario Erboristico, raccolta di ricette fitoterapeutiche che integrano l'originale quaderno di Palamidessi edito nel 1979. Vengono inoltre riproposti alcuni testi giovanili: Astrologia mondiale (1985), Il Corso degli astri e le malattie dell'uomo (1985) che viene stampato in un unico volume insieme con un altro testo dal titolo La medicina e gli influssi siderali e ai quali viene pure aggiunta un'appendice inedita intitolata Gli sconvolgimenti meteorici nella patogenesi. Tra le opere in riferimento allo yoga vengono rieditate: I poteri occulti dello yoga tantrico indo-tibetano (1988) e La tecnica sessuale dello yoga tantrico indo-tibetano (1988).
A partire dal 2009 le opere di Palamidessi vengono riproposte e stampate dall'Associazione Archeosofica: La spiritualità dei numeri sacri, Trattato di melurgia archeosofica, una nuova edizione del Libro Cristiano dei Morti, Guarire con le piante medicinali in 4 volumi, vari quaderni incompleti fra i quali Risveglio e Sviluppo dei Centri di Forza in 2 vol, Storia del Cristianesimo Esoterico, Alchimia Teorica e Pratica Ermetica, Elementi della Tradizione Kabbalistica, Lingue Sacre Grammatica Ieratica e Parole Teurgiche, Educazione Fisica e Ginnastica Psicosomatica e una lunga appendice sul Commento Esoterico ai Quattro Evangeli.

## Pubblicazioni di Tommaso Palamidessi
- Il Corso degli astri e le malattie nell'uomo: trattato teorico-pratico di cosmopatogenesi con 22 figure, Milano, F.lli Bocca, 1940 (2ª ed. Archeosofica 1985).
- La medicina e gli influssi siderali, Milano, F.lli Bocca, 1940.
- Astrologia mondiale: il destino dei popoli rivelato dal corso degli astri, Torino, T. Palamidessi, 1941 (2ª ed. Archeosofica 1985).
- Gli influssi cosmici e la diagnosi precoce del cancro, Torino, T. Palamidessi, 1943.
- Terremoti, eruzioni e influssi cosmici, Torino, T. Palamidessi, 1943.
- I poteri occulti dell'uomo e lo yoga tantrico indo-tibetano, Torino, Spartaco Giovene, 1945 (2ª ed. Archeosofica 1988).
- La tecnica sessuale dello yoga tantrico indo-tibetano, Torino, Edizioni Grande Opera, 1948 (2ª ed. Archeosofica 1988).
- La potenza erotica di kundalini yoga: lo yoga del potere serpentino ed il risveglio dei ventuno chakra, Torino, Grande Opera, 1949.
- Lo yoga per non morire: metodi sperimentali indù per realizzare l'immortalità autocosciente, Torino, Grande Opera, 1949.
- L'alchimia come via allo spirito: l'autorealizzazione magica e la psicologia del profondo, svelate dalla tradizione ermetica, Torino, Grande Opera, 1949 (2ª ed. Arkeios 2001).
- Gli astri nella diagnosi e cura del cancro, Torino, Grande Opera, 1949.
- Tecniche di risveglio iniziatico: i centri di forza e la metafisica sperimentale, Roma, Edizioni Mediterranee, 1975 (2ª ed. 1983).
- La via dei simboli e la trasmutazione spirituale, Roma, Archeosofica, 1978.
- Archeosofia, in 5 volumi, Roma, Archeosofica, 1985-1988.
- Il libro cristiano dei morti, Roma, Arkeios, 1985.
- Le basi della teologia sofianica: nuove indagini bibliche, Roma, Arkeios, 1986.
- L'icona, i colori e l'ascesi artistica: dottrina ed esperienze per una Via verso l'autosuperamento ed una coscienza divina nell'arte, Roma, Arkeios, 1986.
- Ricettario Erboristico, Roma, Arkeios, 1987.